# Дворска, Милена
Милена Дворска (чеш. Milena Dvorská; 7 сентября 1938, Простеёв — 22 декабря 2009, Прага) — чехословацкая актриса театра и кино.

## Биография
Родилась в 1938 году в Простеёве в семье швеи и приказчика солодового цеха.
С детства выступала в любительском театре, но первоначально готовилась стать медсестрой и поступила в медицинское училище.
Карьеру актрисы начала случайно — в 1954 году во время гастролей в её родном городе театра взяла автограф у Яна Вериха, который пригласил её на роль в фильме «Жил-был король», через год последовала роль в фильме «Ангел в горах», где она познакомилась с актрисой Властой Фабиановой, которая посоветовала ей поступить в театральный и помогла ей подготовиться к экзаменам по актёрскому мастерству.
В 1960 году окончила театральный факультет Академии музыкальных искусств в Праге.
На протяжении 30 лет — с 1961 года и до его закрытия в 1991 году — актриса пражского театра «D 34» Эмиля Буриана.
Во начале 90-х годов была актрисой театра «На Фидловачке», затем выступала с разными гастрольными труппами.
На протяжении всей карьеры активно снималась в фильмах, телефильмах и телесериалах, за полвека — с 1954 по 2009 год — снялась в более чем 130 проектах, в 1997 году номинировалась на кинопремию «Чешский лев».

## Избранная фильмография
- 1954 — Жил-был король / Original title: Byl jednou jeden král… — принцесса Марушка
- 1955 — Ангел в горах / Andel na horách — Вера, подружка Мирека
- 1958 — Заблудившееся орудие / Zatoulané dělo — Олина — главная роль
- 1963 — Начать всё с начала / Zacít znova — Алёна — главная роль
- 1968 — Лучшая женщина в моей жизни / Nejlepsí zenská mého zivota — Капланова
- 1968 — Оглянувшись / Ohlédnutí — Мария, жена Франциска
- 1969 — Пражские ночи / Pražské noci — Зузана
- 1973 — Эликсир дьявола / Die Elixiere des Teufels (ГДР, Чехословакия) — Эуфемия
- 1973 — Тайна золотого Будды / Tajemství zlatého Buddhy — фон Вальдбергова
- 1974 — Тридцать случаев майора Земана / 30 prípadu majora Zemana — Вера Ханушкова
- 1976 — Маречек, подайте мне ручку! / Marecku, podejte mi pero! — Оутратова
- 1976 — Русалочка / Malá morská víla — морская колдунья
- 1977 — Смерть мухи / Smrt mouchy — Кодетова
- 1977 — Торопись, а то опоздаешь / Bez, at ti neutece — эпизод
- 1978 — Как разбудить принцессу / Jak se budí princezny (ГДР, Чехословакия) — королева Элишка
- 1985 — Деревенька моя центральная / Vesnicko má stredisková — Павкова
- 1989 — Спящая красавица / Šípová Ruženka (Германия, Чехословакия) — Мария, няня